# Agnes de Waiblingen
Agnes de Waiblingen sau Agnes de Franconia (n. 1072/1075 – d. 24 septembrie 1143, Klosterneuburg), aparținând dinastiei Saliene, a fost ducesă de Suabia prin căsătoria cu ducele Frederic I, din 1089 până în 1105. Din 1106 Agnes a fost soția margrafului Leopold al III-lea al Austriei. Ea a fost astfel strămoașa familiei Hohenstaufen, cât și a ducilor Austriei din familia Babenberg.

## Biografie

### Originea
Agnes a fost a doua fiică a împăratului Henric al IV-lea și a soției sale Berta de Savoia. Fratele ei a fost împăratul Henric al V-lea. Ea a primit numele bunicii sale pe linie paternă, Agnes de Poitou.
Bunicii ei pe linie maternă au fost contele Otto de Savoia, Aosta și Moriana și Adelaida, marchiză de Torino și Susa.

### Căsătoria cu Frederic I
În 1079 la vârsta de șapte ani, Agnes a fost logodită cu Frederic I al Suabiei, primul duce din dinastia Staufer. Prin această logodnă tatăl ei Henric al IV-lea a urmărit strâgerea legăturii cu Frederic I, unul dintre cei mai importanți susținători ai săi, care a primit atunci și titlul de Duce al Suabiei. Datorită aceastei căsătorii Agnes a devenit străbunica dinastiei Hohenstaufen care ulterior a revendicat tronul romano-german bazându-se pe descendența sa din dinastia Saliană.
Cei doi s-au căsătorit în 1089 și au avut următorii copii:
- Heilica (1088–1110), soția lui Frederic de Lengenfeld (d. 1119);
- Berta (1089–1120), soția lui Adalbert de Elchingen, conte de Ravenstein (1075–1120);
- Frederic al II-lea (1090–1147), urmașul său ca duce de Suabia și tatăl lui Frederic I Barbarossa;
- Hildegard;
- Conrad al III-lea, împărat al Sfântului Imperiu Roman;
- Gisela;
- Henric (1096–1105);
- Beatrice (1098–1130);
- Cunigunda (1100–1120/1126), soția lui Henric de Bavaria;
- Richilde, soția lui Hugue de Roucy;
- Gertruda, soția lui Hermann de Stahleck.

Totuși, doar existența ducilor Frederic al II-lea și Conrad al III-lea și a fiicei Gertruda, căsătorită cu Herman de Stahleck, a fost stabilită. În ceea ce privește ceilalți copii rezultați din prima căsătorie, dovezile sunt incerte.

### Căsătoria cu Leopold al III-lea
În 1106, anul următor morții lui Frederic I, datorită fratelui ei Henric al V-lea (devenit ulterior împărat) Agnes s-a căsătorit cu margraful Austriei, Leopold al III-lea de Babenberg, fiul margrafului Leopold al II-lea de Austria și al soției sale, Ida de Formbach. Această căsătorie a fost urmarea faptului că în toamna anului 1105, când Henric se revoltase împotriva tatălui său, împăratul Henric al IV-lea, Leopold și cumnatul său, ducele Borivoi al Boemiei, au părăsit tabăra împăratului trecând de partea fiului acestuia. Ca urmare, bătrânul Henric a fost nevoit să se refugieze murind în 1106 la Liège.
Agnes a reușit să stabilească o legătură strânsă între Stauferi și Babenbergi.
O legendă spune că Leopold a întemeiat Mănăstirea Klosterneuburg pe locul unde, aflat la vânătoare, a regăsit vălul pierdut de Agnes înainte cu câțiva ani.
Copiii lui Agnes cu Leopold au fost:
- Leopold al IV-lea (1108–1141), margraf al Austriei;
- Henric al II-lea Jasomirgott (1107–1177), duce al Austriei;
- Agnes (1111–1157), căsătorită în 1125 cu Vladislav al II-lea Exilatul, duce senior al Poloniei;
- Ernest (1113 – 23 ianuarie 1137);
- Uta (d. 1154), soția lui Liutpold de Plain;
- Otto de Freising (1112–1158), episcop de Freising și biograf al nepotului său de frate, împăratul Frederic I Barbarossa;
- Conrad (c.1115–1168), episcop de Passau (1148–1164) și arhiepiscop de Salzburg (1164–1168);
- Iudita (c.1115–după 1178), căsătorită în c. 1133 cu margraful Wilhelm al V-lea (cel Bătrân) de Montferrat (d.1191);
- Gertruda (c.1120–1150), căsătorită cu regele Vladislav al II-lea al Boemiei;
- Elisabeta (c.1123–20 mai 1143), căsătorită cu Hermann al II-lea de Winzenburg;
- Berta (c.1124–1160), căsătorită cu burgraful Henric al III-lea de Regensburg (d. 27 noiembrie 1174).

Potrivit scrierii „Continuarea Cronicii din Klosterneuburg” au existat încă șapte copii (posibil prin nașteri multiple), care au murit la naștere sau la o vârstă fragedă.
În 1125 fratele ei, împăratul Henric al V-lea, a murit fără urmași, lăsând-o pe Agnes și pe copiii ei moștenitori ai dinastiei Saliene, cu teritorii imense care includeau și orașul Waiblingen.
Când împăratul Lothar a murit în 1137, Conrad, cel mai mare dintre fii lui Agnes care a supraviețuit mamei sale, a preluat în 1138 tronul imperial sub numele de Conrad al III-lea.
Agnes a fost înmormântată lângă cel de-al doilea soț, Leopold al III-lea (ulterior canonizat), într-o criptă aflată sub fosta sală capitulară a canonicilor augustinieni în Mănăstirea Klosterneuburg (astăzi „Capela lui Leopold”).